# Frances E. Allen

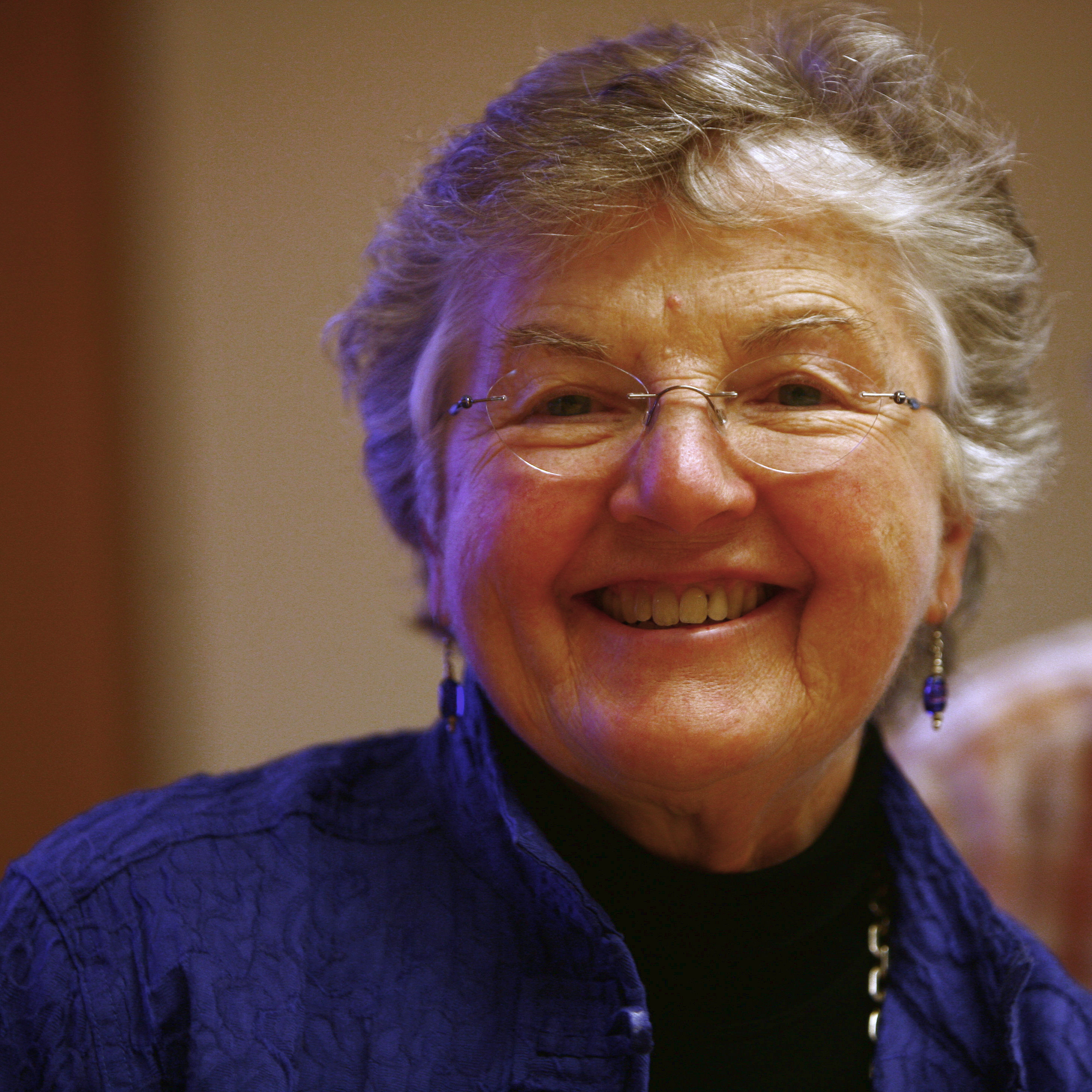
Frances E. Allen 2008

Frances Elizabeth „Fran“ Allen (* 4. August 1932 in Peru, New York; † 4. August 2020 in Schenectady, New York) war eine amerikanische Informatikerin und Pionierin der Compilertechnik. Ihre Verdienste umfassen einflussreiche Arbeiten über Programmoptimierung und Parallelisierung. Sie ist die erste Frau, der der Turing Award verliehen wurde, und auch der erste weibliche IBM Fellow.

## Karriere
Allen wuchs als ältestes von sechs Geschwistern auf einer Farm ohne Elektrizität in Peru im US-Bundesstaat New York auf. 1954 schloss sie ein Studium am Albany State Teachers College mit dem Bachelor in Mathematik ab und unterrichtete zwei Jahre lang an der High School in Peru, die sie selbst besucht hatte. Nach dem Erlangen des Masters in Mathematik an der University of Michigan 1957 nahm sie eine Arbeitsstelle als Programmiererin bei IBM Research in Poughkeepsie an, wo sie, ohne entsprechende Vorkenntnisse zu haben, zunächst Fortran-Kurse hielt. Ursprünglich wollte sie damit nur die Kosten ihres Studiums abzahlen, um danach wieder Lehrerin zu sein, verbrachte aber schließlich ihre gesamte 45-jährige Karriere dort.
1959 wurde sie in das Projekt Stretch eingebunden, wo sie für die Compileroptimierung und die Entwicklung der Kryptoanalyse-Hochsprache Alpha für die NSA-Abwandlung des 7030 Stretch, 7950 Harvest, verantwortlich war. Anschließend war sie in Kalifornien an der Entwicklung des Compilers für den IBM ACS-1 und Gene Amdahls IBM ACS-360 (und damit der Computer selbst, die erst nach dem Compiler konstruiert werden sollten) beteiligt, wo sie ihre Zusammenarbeit mit John Cocke intensivierte.
Allen veröffentlichte viele Erkenntnisse aus diesen Arbeiten in richtungsweisenden Papers und verbrachte von 1970 bis 1973 ein Sabbatical als Gastprofessorin am Courant Institute of Mathematical Sciences of New York University bei Jack Schwartz. Zurück bei IBM war sie mit dem Projekt Future Systems und experimentellem Compilerbau befasst.
Anfang der 1980er-Jahre gründete sie auf Anraten von Irving Wladawsky-Berger die Parallel Translation Group (PTRAN), eine Gruppe zur Erforschung von Compilern für Parallelrechner. Diese entwickelte sich zu einer führenden Forschungsgruppe für Parallelisierung und brachte grundlegende Algorithmen und Techniken der Programmoptimierung hervor, die in heutigen Compilern allgegenwärtig sind.
Mitte der 1990er-Jahre wurde die PTRAN-Gruppe aufgrund eines Strategiewechsels von IBM geschlossen, und Allen wurde 1995 erste Vollzeit-Präsidentin der IBM Academy of Technology, in die sie seit deren Gründung 1989 involviert war, und die die Aufgabe hat, die technischen Positionen von IBM den Angestellten zu vermitteln. In dieser Stellung war Allen auch an BlueGene beteiligt.
Im Jahr 2002 ging Allen offiziell in den Ruhestand, beschäftigte sich als IBM Fellow Emerita aber weiterhin u. a. mit den Belangen von Frauen in der IT-Welt.
Neben ihrer Arbeit bei IBM war sie im Computer Science and Telecommunications Board des National Research Council und im Computer and Information Science and Engineering (CISE) Advisory Board der National Science Foundation ebenso aktiv wie im Board der Computing Research Association und im ACM Council. Außerdem gehörte sie dem Board of Advisors des Anita Borg Institute for Women and Technology an (Anita Borg hatte ihren Compilerbaukurs an der NYU belegt). Sie war consulting professor an der Stanford University, Chancellor’s Distinguished Lecturer und Mackay Lecturer an der University of California, Berkeley (1988 bis 1989) und Regents Lecturer an der University of California, San Diego (1997).

## Preise und Auszeichnungen
Allen wurde 1989 als erster Frau der Titel eines IBM Fellow verliehen. Sie war Mitglied der National Academy of Engineering, der National Academy of Sciences, der American Philosophical Society und der American Academy of Arts and Sciences, und Fellow des IEEE, der Association for Computing Machinery (ACM) und des Computer History Museums. 1991 verlieh ihr die University of Alberta die Ehrendoktorwürde, ebenso 1999 die Pace University und 2004 die University of Illinois at Urbana-Champaign. 1997 wurde sie in die Hall of Fame der Women in Technology International (WITI), aufgenommen.
2006 wurde ihr als erster Frau überhaupt der Turing Award verliehen, die höchste Auszeichnung in der Informatik. Im Jahr 2000 rief IBM den Frances E. Allen Women in Technology Mentoring Award ins Leben und ernannte Allen zur ersten Preisträgerin. 2007 wurde der Fran Allen Ph.D. Fellowship Award eingerichtet, mit dem jährlich eine herausragende Doktorandin geehrt werden soll.

## Schriften
- Program Optimization. 1966.
- Control Flow Analysis. 1970.
- A Basis for Program Optimization. 1970.
- Mit John Cocke: A Catalog of Optimizing Transformations. 1971.